# Abod, Borsod-Abaúj-Zemplén
Abod este un sat în districtul Edelény, județul Borsod-Abaúj-Zemplén, Ungaria, având o populație de 215 locuitori (2011). 

## Demografie
Componența etnică a satului Abod
     Maghiari (76,92%)
     Ruteni (12,09%)
     Romi (9,89%)
     Germani (1,1%)
Componența confesională a satului Abod
     Greco-catolici (46,05%)
     Romano-catolici (20,47%)
     Reformați (10,7%)
     Fără religie (5,12%)
     Necunoscută (17,67%)
     Alte religii (11,63%)
Conform recensământului din 2011, satul Abod avea 215 locuitori. Din punct de vedere etnic, majoritatea locuitorilor (76,92%) erau maghiari, existând și minorități de ruteni (12,09%), romi (9,89%) și germani (1,1%). Nu există o religie majoritară, locuitorii fiind greco-catolici (46,05%), romano-catolici (20,47%), reformați (10,7%) și persoane fără religie (5,12%). Pentru 17,67% din locuitori nu este cunoscută apartenența confesională.